# Roger Foys
Roger Joseph Foys, né le 27 juillet 1945 à Chicago, est un évêque catholique américain, évêque émérite de Covington (dans le Kentucky) depuis 2021. Sa devise est Luceat lux vestra (Matt. 5: 16.)  

## Formation
Roger Foys compte des ancêtres slovènes. Il entre pour le diocèse de Steubenville au St. John Vianney Seminary de Bloomingdale, qui fait partie de l'université franciscaine de Steubenville. Il poursuit ses études universitaires supérieures à l'université catholique d'Amérique et à Rome, après son ordination, à l'université pontificale grégorienne.

## Prêtre

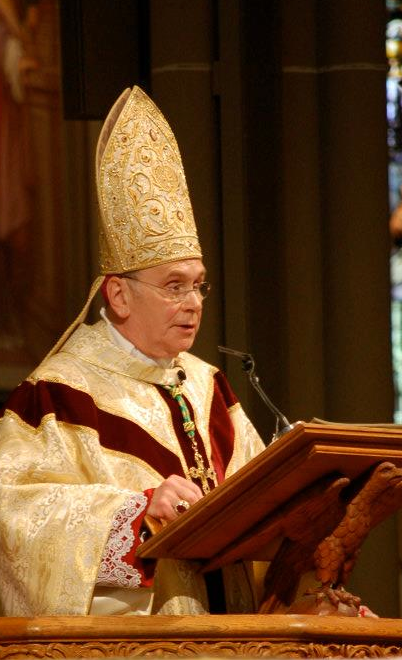
Mgr Foys.

Mgr Mussio ordonne Roger Foys comme prêtre le 16 mai 1973 à la cathédrale du Saint-Nom de Steubenville. Il sert dans différentes paroisses du diocèse, et comme trésorier diocésain, président du conseil presbytéral diocésain et modérateur de la curie. Il est nommé vicaire général en 1982. Il enseigne aussi le droit canon pendant une année au St. John Vianney Seminary où il avait fait ses études. Jean-Paul II le nomme prélat de Sa Sainteté en 1986, puis protonotaire apostolique en 2001.

## Évêque
Mgr Foys est nommé évêque de Covington le 31 mai 2002 par Jean-Paul II. Il est consacré par Mgr Thomas Kelly (archevêque de Louisville) en la cathédrale de l'Assomption de Covington, le 15 juillet suivant.

### Vocations
Le nombre des vocations sacerdotales augmente de façon significative depuis son arrivée. Cela peut s'expliquer en partie par le fait que Mgr Foys avait une certaine expérience, étant auparavant directeur des vocations du diocèse de Steubenville, et qu'installé à Covington, il déploie des efforts sur le plan promotionnel en engageant à temps plein pour le diocèse d'un prêtre chargé de la promotion des vocations pour le diocèse. Ainsi en 2013, le diocèse compte 28 séminaristes.